# Dinaro giordano
Il dinaro o dinar giordano (codice ISO 4217 JOD) è la valuta ufficiale della Giordania e una delle valute dei territori palestinesi. La moneta è divisa in 10 dirham, 100 qirsh (o piastre) 1000 fils.
In Cisgiordania circola accanto al nuovo siclo israeliano.

## Storia
Prima del 1949 la Giordania usava come valuta la sterlina palestinese. Il dinaro fu introdotto alla pari con questa sterlina.
Fino al 1992 le monete avevano il valore espresso in arabo con fils, qirsh, dirham e dinari, ma in inglese solo in fils e dinari. Dal 1992 il fils e il dirham non sono più usati nelle scritte in arabo ed in inglese sono usati o il qirsh o le piastre.

## Monete
Le monete in circolazione sono:
- 5 fil (½ piastre)
- 10 fil (1 piastre)
- 25 fil (2½ piastre)
- 50 fil (5 piastre)
- 100 fil (10 piastre)
- ¼ dinar
- ½ dinar

## Banconote
Nel 1949 furono emesse da parte del governo banconote nei valori da 500 fils, 1, 5 e 10 dinari. Dal 1959, la Banca centrale di Giordania divenne l'autorità di emissione. La banconota da 20 dinari fu introdotta nel 1977, seguita da quella da 50 dinari nel 1999. La banconota da ½ dinaro fu sostituita da una moneta nel 1999.
| 1 dinaro  | 133 × 74 mm | giallo e verde  | Al-Husayn ibn Ali             | Rivolta araba                          | 2002 anno dell'Egira 1423 | 30 marzo 2003    |  |
| 5 dinari  | 137 × 74 mm | rosso-mattone   | Abdullah bin al-Hussein       | Ma'an Palace                           | 2002 anno dell'Egira 1423 | 22 dicembre 2002 |  |
| 10 dinari | 141 × 74 mm | blu             | Talal bin Abdullah            | Edificio del primo parlamento giordano | 2002 anno dell'Egira 1423 | 22 dicembre 2002 |  |
| 20 dinari | 145 × 74 mm | verde           | Hussein bin Talal             | Cupola della Roccia                    | 2002 anno dell'Egira 1423 | 2 febbraio 2003  |  |
| 50 dinari | 149 × 74 mm | viola e marrone | re Abdullah II bin al-Hussein | Raghadan Palace                        | 2002 anno dell'Egira 1423 | 2 febbraio 2003  |  |

## Tasso fisso di cambio
Dal 23 ottobre 1995 il dinaro ha un tasso di cambio fisso con i diritti speciali di prelievo del Fondo monetario internazionale: in pratica ha un rapporto fisso per cui 1 dollaro statunitense = 0,709 il che si traduce in approssimativamente in 1 dinaro = 1,41044 dollari. La banca centrale compra i dollari statunitensi a 0,708 dinari e li vende a 0,710.